# Bănia
Bănia is een Roemeense gemeente in het district Caraș-Severin.
Bănia telt 2046 inwoners.